# فرانکونیا (ویرجینیا)
فرانکونیا (به انگلیسی: Franconia) یک منطقهٔ مسکونی در ایالات متحده آمریکا است که در شهرستان فرفکس، ویرجینیا واقع شده‌است. فرانکونیا ۹٫۰۱ کیلومتر مربع مساحت و ۱۸٬۲۴۵ نفر جمعیت دارد و ۷۶ متر بالاتر از سطح دریا واقع شده‌است.